# Левків Богдан Євгенович
Богда́н Євге́нович Ле́вків (22 лютого 1950, Тернопіль— 25 листопада 2021, Тернопіль) — український господарник та громадсько-політичний діяч. Заслужений працівник сфери послуг України (2005). Депутат Тернопільської міської ради двох скликань (1994—2002). Міський голова Тернополя (2002—2006).

## Відзнаки
- Відзнака Прем'єр-міністра України (2003).
- Грамота Папи Римського (2002).
- «Людина року — 2002» у Тернопільській області.

## Життєпис
Народився 22 лютого 1950 року в селі Кутківці Козівського району Тернопільської області (нині мікрорайон Тернополя). Навчався в  Тернопільській загальноосвітній школі № 25, Тернопільському вищому професійному училищі сфери послуг та туризму. Закінчив технологічний інститут побутового обслуговування в місті Хмельницький (1973, нині Хмельницький національний університет).
Працював у Тернополі: головним інженером, начальником виробнично-технічого відділу обласного побутового управління (1973—1987); начальником відділу з якості Центру стандартизації та метрології (1987—1990); інструктором організаційно-інструктурського відділу, головним інспектором контролю за дотриманням цін та правил торгівлі міськвиконкому (1990—1991); директором ТОВ «Ремвзуття» (1991—1998); секретарем міськради (1998—2002).
Квітень 2002—2006 — міський голова Тернополя.
Жертводавець пам'ятника патріарху Йосифу Сліпому в Тернополі.
Помер у Тернополі 25 листопада 2021 року, не доживши трьох місяців до свого 72-го дня народження. Був похований 27 листопада на Кутківецькому цвинтарі.

## Особисте життя
Був одружений.